# 蘿倫·凱特
蘿倫·凱特（Lauren Kate，1981年3月21日—）是美国作家，以暢銷書年輕成人小說《墮落天使》成名。她的作品已被翻譯成超過30種語言，包括《娜塔莉·哈格羅夫》與紐約時報最暢銷兒童圖書《墮落天使》 。截至2011年4月6日，《墮落天使》於名單上出現一年4個月之久。
凱特在英國，愛爾蘭，澳大利亞，荷蘭，意大利，加拿大，巴西，哥倫比亞，厄瓜多，新加坡，馬來西亞和菲律賓舉辦活動，宣傳其作品。

## 生平
蘿倫·凱特於達拉斯與加州溫特斯市（Winters）成長，並在加州大學戴維斯分校（UC Davis）取得創意寫作學位，並於該校任教。